# TV Unterstrass
Der TV Unterstrass Handball ist ein Handballverein aus den Zürcher Quartieren Unterstrass, Oberstrass, Wipkingen, Affoltern und Oerlikon. Die 1. Männermannschaft spielt nach dem Aufstieg 2024 in der 1. Liga, die 1. Frauenmannschaft in einer Spielgemeinschaft mit Rümlang in der 2. Liga.

## Geschichte
Der Verein wurde am 3. April 1864 von 20 Aktiven und einem passiven Mitglied gegründet. Viele davon waren Studierende wie zum Beispiel vom Polytechnikum (heute ETH Zürich), welches im gleichen Jahr gegründet wurde.
Mitte März 1935 wurde die Handballabteilung gegründet. Im Herbst desselben Jahres gewann sie die kantonale Turner-Meisterschaft gegen den TV Schlieren. 1939 wurde die zweite Mannschaft gegründet.
1950 gewann die Feldhandball-Mannschaft das erste Internationale Handball-Pfingstturnier um den Grenzlandpokal in Lörrach.
Als der Hallenhandball in den 1960er Jahren aufkam, vergingen die erfolgreichen Zeiten des TVU.
In der Saison 1988/89 stieg Unterstrass von der NLB in die NLA auf. Aufgrund des geringen Budgets von 114'000 Fr. stiegen sie in der darauffolgenden Saison 1989/90 direkt wieder ab, und in der Saison 1990/90 wurden sie in die 1. Liga «durchgereicht». In der Zeit danach pendelte der TVU zwischen 1. und 2. Liga. Dem Aufstieg von der 2. in die 1. Liga (2017/18, 2022/23) folgte jeweils der sofortige Wiederabstieg in der Folgesaison. Nach dem Wiederaufstieg 2024/25 will man es besser machen.